# إدينا (مينيسوتا)
إدينا (بالإنجليزية: Edina)‏ هي مدينة في مقاطعة هينيبين، مينيسوتا، الولايات المتحدة الأمريكية. وتعتبر أول ضاحية تقع مباشرة جنوب غرب مينيابوليس. بدأت أدينا كالمدينة الزراعية الصغيرة في 1860. يبلغ عدد سكانها 47425 في تعداد عام 2000.

## التركيبة السكانية
قام مكتب تعداد الولايات المتحدة بتحديد بيانات التركيبة السكانية لإدينا في تعداد الولايات المتحدة. في ما يلي، التركيبة السكانية حسب تعدادي 2000 و2010.

### تعداد عام 2000
بلغ عدد سكان إيدجوود 9,089 نسمة بحسب تعداد عام 2000، وبلغ عدد الأسر 3,421 أسرة وعدد العائلات 2,637 عائلة مقيمة في المدينة. في حين سجلت الكثافة السكانية 1,067.6 نسمة لكل ميل مربع (412.2/كم2). وبلغ عدد الوحدات السكنية 3,562 وحدة بمتوسط كثافة قدره 418.4 نسمة لكل ميل مربع (161.5/كم2).
وتوزع التركيب العرقي للمدينة بنسبة 92.75% من البيض و0.91% من الأمريكيين الأصليين و2.24% من الأمريكيين ذوي الأصول الآسيوية و0.24% من سكان جزر المحيط الهادئ و0.62% من الأمريكيين الأفارقة و2.56% من عرقين مختلطين أو أكثر.
None
بلغ العمر الوسطي للسكان 39 عاماً. وكانت نسبة 25.8% من القاطنين تحت سن الثامنة عشر، وكانت نسبة 6.6% بين الثامنة عشر والأربعة وعشرون عاماً، ونسبة 27.8% كانت واقعةً في الفئة العمرية ما بين الخامسة والعشرين حتى الرابعة والأربعين عاماً، ونسبة 29.5% كانت ما بين الخامسة والأربعين حتى الرابعة والستين، ونسبة 10.3% كانت ضمن فئة الخامسة والستين عاماً فما فوق. يوجد لكل 100 أنثى 101.6 ذكر، ويوجد لكل 100 أنثى في الثامنة عشر من عمرها فما فوق 99.6 ذكر.
بلغ متوسط دخل الأسرة في المدينة 56,658 دولار، أما متوسط دخل العائلة فبلغ 74,518 دولار. وسجل دخل الفرد الخاص بالمدينة 24,797 دولار. وكانت نسبة 3.5% من العائلات ونسبة 4.2% من السكان تحت خط الفقر،

### تعداد عام 2010
بلغ عدد سكان إيدجوود 9,387 نسمة بحسب تعداد عام 2010، وبلغ عدد الأسر 3,609 أسرة وعدد العائلات 2,697 عائلة مقيمة في المدينة. في حين سجلت الكثافة السكانية 1,116.2 نسمة لكل ميل مربع (431.0/كم2). وبلغ عدد الوحدات السكنية 3,801 وحدة بمتوسط كثافة قدره 452.0 لكل ميل مربع (174.5/كم2).
وتوزع التركيب العرقي للمدينة بنسبة 90.4% من البيض و0.9% من الأمريكيين الأصليين و2.5% من الأمريكيين ذوي الأصول الآسيوية و0.3% من سكان جزر المحيط الهادئ و1.0% من الأمريكيين الأفارقة و3.4% من عرقين مختلطين أو أكثر.
بلغ عدد الأسر 3,609 أسرة كانت نسبة 31.2% منها لديها أطفال تحت سن الثامنة عشر تعيش معهم، وبلغت نسبة الأزواج القاطنين مع بعضهم البعض 61.2% من أصل المجموع الكلي للأسر، ونسبة 8.9% من الأسر كان لديها معيلات من الإناث دون وجود شريك، بينما كانت نسبة 4.6% من الأسر لديها معيلون من الذكور دون وجود شريكة وكانت نسبة 25.3% من غير العائلات. وبلغ متوسط حجم الأسرة المعيشية 2.93، أما متوسط حجم العائلات فبلغ 2.59.
بلغ العمر الوسطي للسكان 44.3 عاماً. وكانت نسبة 21.6% من القاطنين تحت سن الثامنة عشر، وكانت نسبة 7.6% بين الثامنة عشر والأربعة وعشرون عاماً، ونسبة 21.8% كانت واقعةً في الفئة العمرية ما بين الخامسة والعشرين حتى الرابعة والأربعين عاماً، ونسبة 34.9% كانت ما بين الخامسة والأربعين حتى الرابعة والستين، ونسبة 14% كانت ضمن فئة الخامسة والستين عاماً فما فوق. وتوزع التركيب الجنسي للسكان بنسبة 49.9% ذكور و50.1% إناث.

## معرض صور

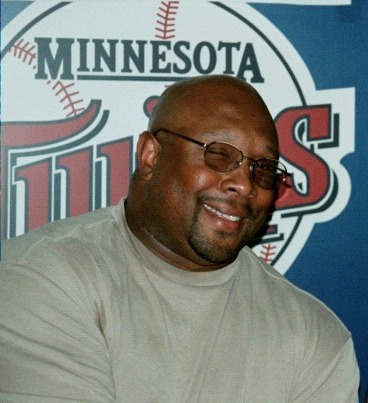
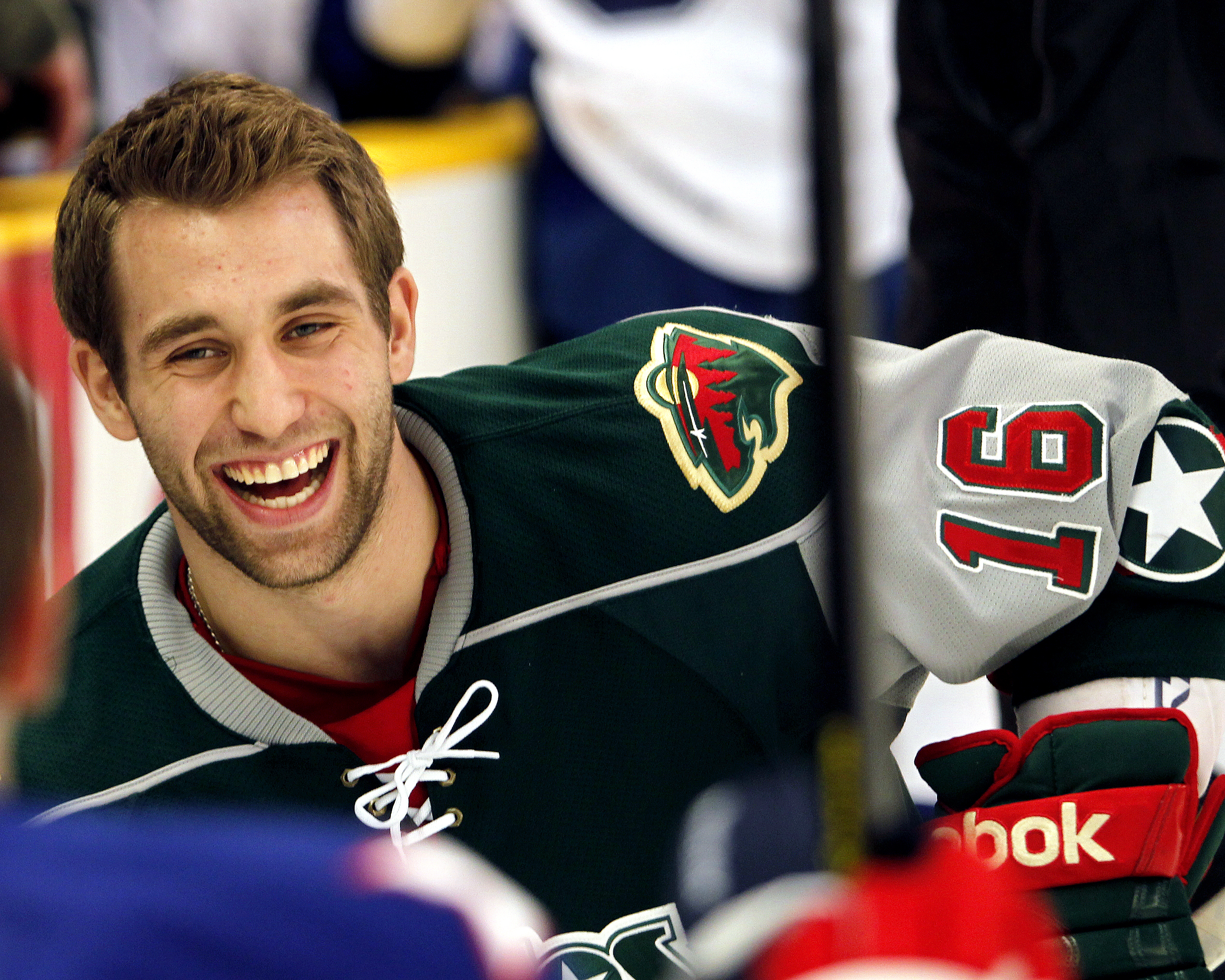
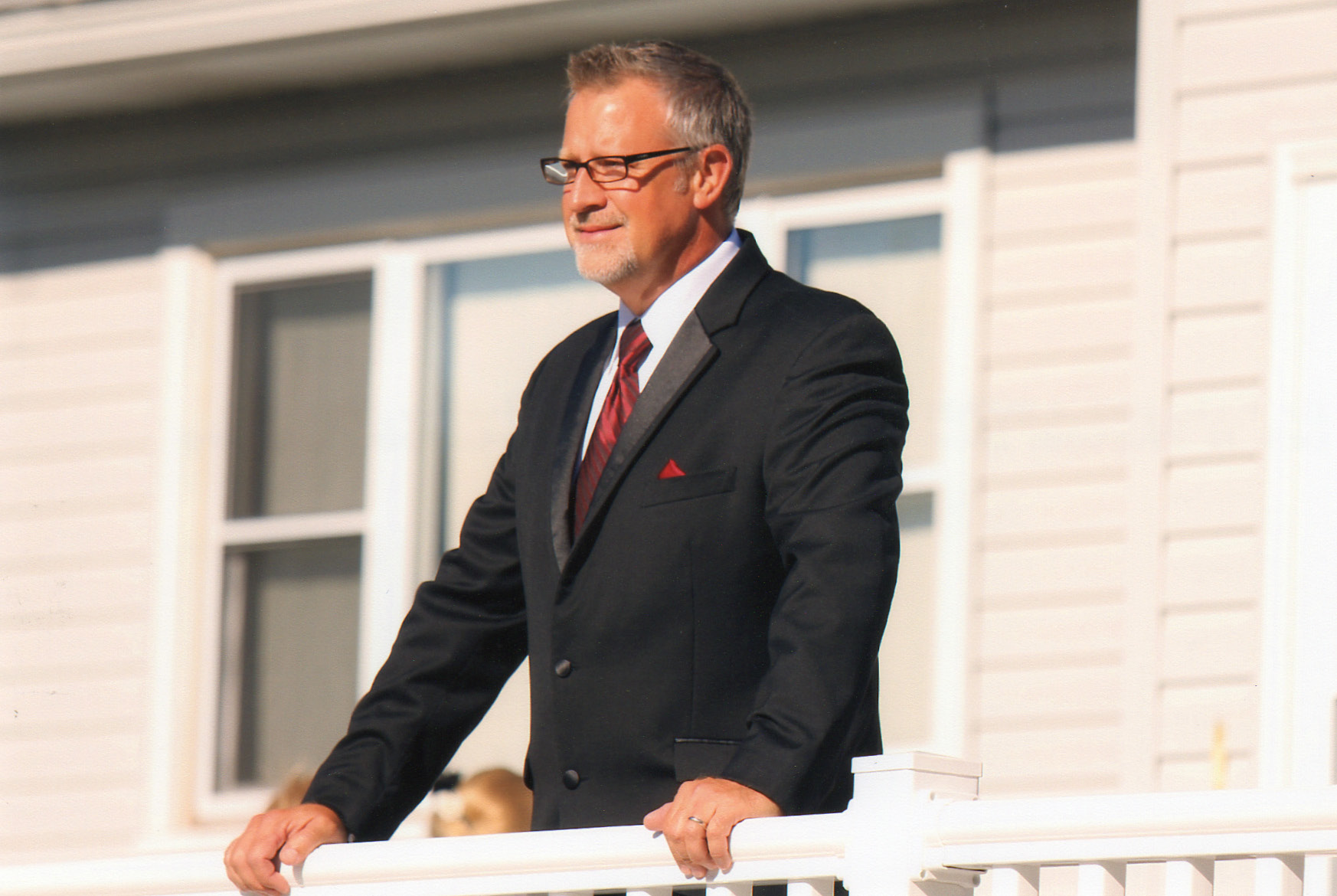
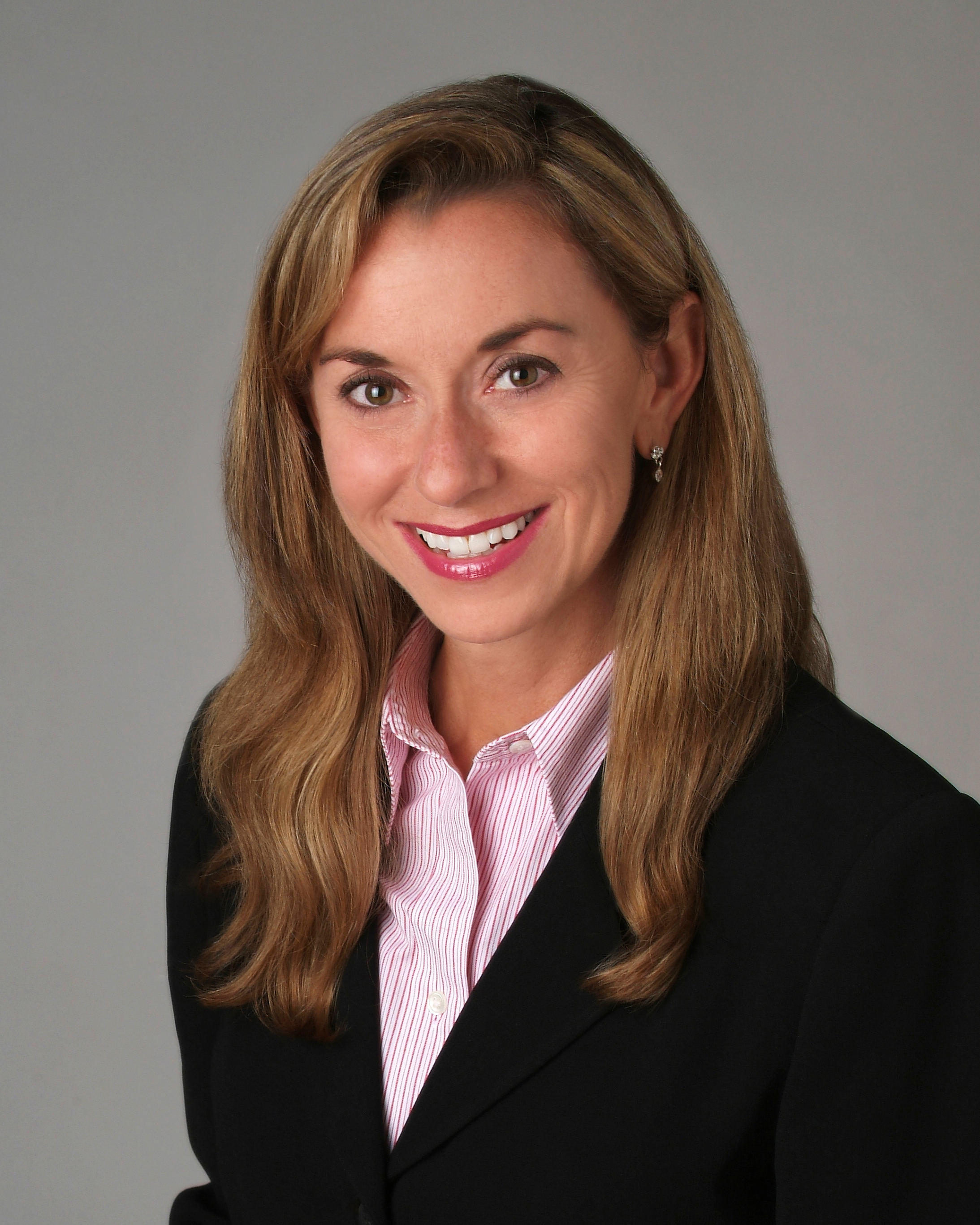